# Bodboy
Bodboy – druga EP-ka amerykańskiego rapera Bobby'ego Shmurdy, wydana 5 sierpnia 2022 roku przez GS9 Records i ONErpm. EP zawiera gościnne występy; Fat Tony i Rowdy Rebel. Jest to pierwszy projekt Shmurdy od czasu jego zwolnienia z więzienia w lutym 2021 roku. Wydany został prawie osiem lat po jego ostatnim wydaniu, Shmurda She Wrote (2014). EP zapowiada nadchodzący debiutancki album studyjny Shmurdy, Ready to Live, którego wydanie zaplanowano na 2023 rok.

## Single i promocja
15 lipca 2022 roku ukazał się debiutancki singel z projektu; „Hoochie Daddy”. 24 lipca Shmurda ogłosił EP i datę jej wydania po udostępnieniu teledysku do „Hoochie Daddy”.

## Lista utworów
| No.                | Tytuł                                | Producent                                         | Długość |
| ------------------ | ------------------------------------ | ------------------------------------------------- | ------- |
| 1.                 | "Whole Brick"                        | Rico Beats                                        | 2:23    |
| 2.                 | "From the Slums"                     | - Outtakey - AyyKash                              | 2:12    |
| 3.                 | "Hoochie Daddy"                      | - PoWR Trav - Jaystolaa - Beat Demons - SSJ9K     | 2:30    |
| 4.                 | "Gorilla"                            | - Cashout Beats - Aloy - JT                       | 1:55    |
| 5.                 | "No Sense"                           | - Fast Life Beats - Marko Lenz - Looisey - Cutz   | 1:35    |
| 6.                 | "Glock Inside" (gościnnie: Fat Tony) | No Style                                          | 2:34    |
| 7.                 | "R S N"                              | - Legacy Beatzz - Splited Stupid - prodtwo        | 1:41    |
| 8.                 | "Bodmon"                             | - Nick Papz - KJ                                  | 2:18    |
| 9.                 | "On God" (gość: Rowdy Rebel)         | - TM88 - Akachi - Sonickaboom - Gohan - Slo Meezy | 1:56    |
| Całkowita długość: | Całkowita długość:                   | Całkowita długość:                                | 19:04   |